# Koschewnikowo (Tomsk)
Koschewnikowo (russisch Коже́вниково) ist ein Dorf (selo) in der Oblast Tomsk in Russland mit 8174 Einwohnern (Stand 14. Oktober 2010).

## Geographie

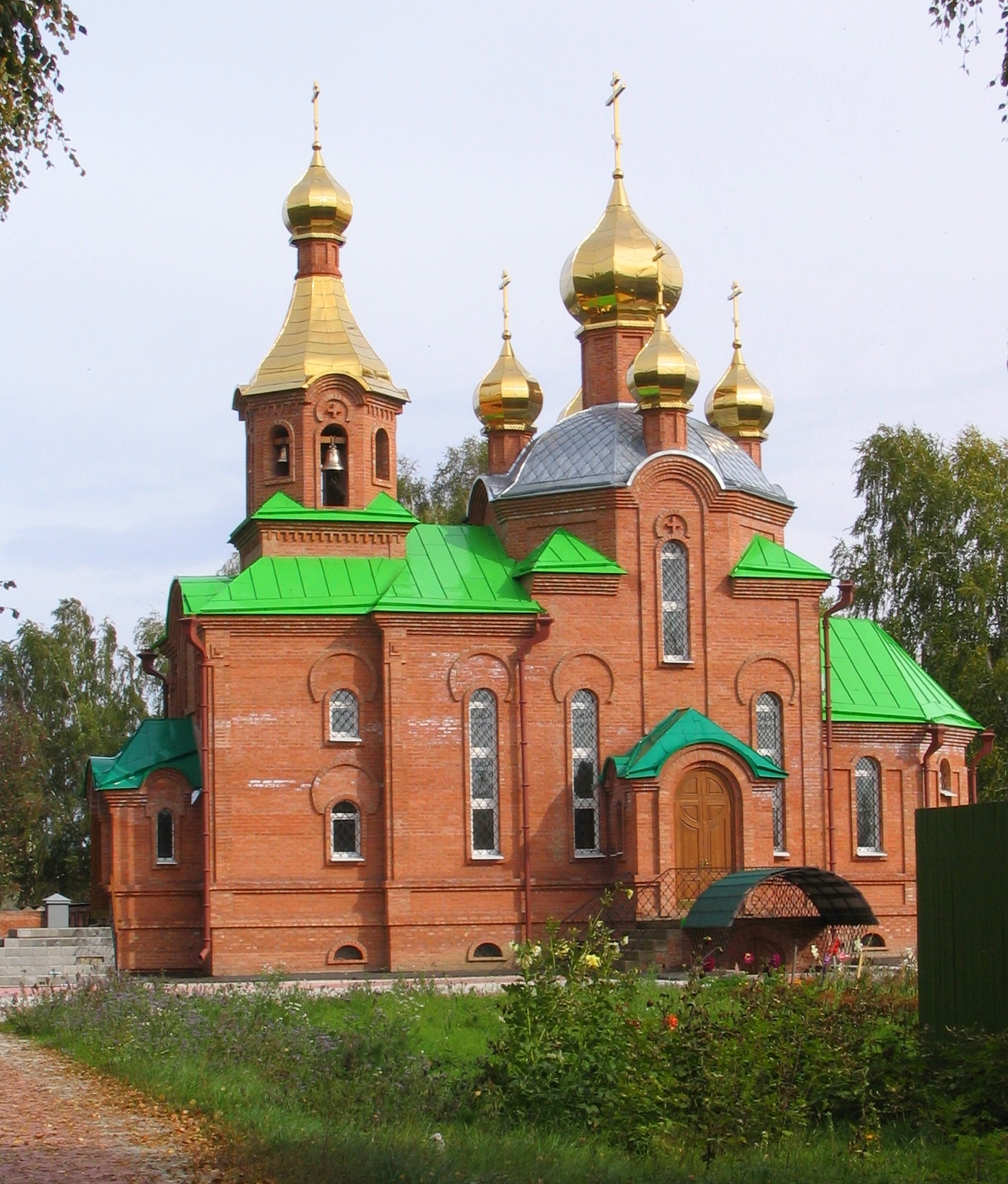
Kirche in Koschewnikowo

Der Ort liegt knapp 70 km Luftlinie südwestlich des Oblastverwaltungszentrums Tomsk im südöstlichen Teil des Westsibirischen Tieflands. Er befindet sich am linken Ufer des Ob, der beim Ort zwei etwa halbkilometerbreite Arme mit der dazwischen liegenden Insel Bolschoi ostrow („Große Insel“) bildet.
Koschewnikowo ist Verwaltungszentrum des Rajons Koschewnikowski sowie Sitz der Landgemeinde Koschewnikowskoje selskoje posselenije, zu der außerdem die Dörfer Astrachanzewo (24 km nordnordöstlich) und Kirejewsk (14 km nordöstlich) gehören, beide am gegenüberliegenden, rechten Ufer des Ob.

## Geschichte
Das Dorf wurde 1681 gegründet und erhielt seinen Namen nach zweien der ersten Siedler, den Kosaken Afanassi und Stepan Koschewnikow. Eine Kirche wurde 1715 errichtet. Ein verstärktes Bevölkerungswachstum setzte durch Umsiedler nach der Abschaffung der Leibeigenschaft in Russland 1861 ein.
Am 20. Juni 1930 wurde der Verwaltungssitz des seit 9. Dezember 1925 bestehenden Woronowski rajon aus dem 30 km südlich am linken Ob-Ufer gelegenen Dorf Woronowo nach Koschewnikowo verlegt, der Rajon umbenannt und zugleich vergrößert.

### Bevölkerungsentwicklung
| Jahr | Einwohner |
| ---- | --------- |
| 1897 | 920       |
| 1939 | 3374      |
| 1959 | 5126      |
| 1970 | 6156      |
| 1979 | 6935      |
| 1989 | 8567      |
| 2002 | 7947      |
| 2010 | 8174      |

Anmerkung: Volkszählungsdaten

## Verkehr
Koschewnikowo liegt an der Regionalstraße 69K-14, die etwa 30 km nördlich bei Melnikowo von der 69K-2 Tomsk – Kolpaschewo abzweigt und weiter in südlicher Richtung den Ob aufwärts  zur gut 70 km entfernten Grenze mit der Oblast Nowosibirsk führt; dort weiter als 50K-12 über Kolywan nach Nowosibirsk. Die Straße ist eine der beiden Straßenverbindungen zwischen den Oblastzentren Tomsk und Nowosibirsk.

## Söhne und Töchter des Ortes
- Konstantin Rausch (* 1990), deutscher Fußballer russlanddeutscher Abstammung
- Sergei Schernow (* 1985), Sommerbiathlet